# Monte Gimie
Il Monte Gimie si trova nell'isola di Saint Lucia. Situato in una zona continentale dell'isola, raggiunge 950 metri di altitudine ed è l'unico monte del paese. Viene attraversato dal fiume Roseau.